# Burg Geiersberg
Die Burg Geiersberg ist eine Felsenburg in Friesach in Kärnten in Österreich. Sie steht auf einer steilen Felskuppe am Nordrand der Stadt. Die Felskuppe fällt an drei Seiten steil ab, nur im Westen führt ein flacher Sattel zur Krewenze, von dort führt ein nahezu ebener Weg zur Burg. Die Anlage ist in Privatbesitz und nicht öffentlich zugänglich.

## Geschichte
Der ursprüngliche Bau der Anlage wird auf das Jahr 1130, der Zeit des Salzburger Erzbischofs Konrad I., geschätzt. Zum ersten Mal wird die Burg 1271 urkundlich erwähnt. Der Bergfried war Teil der damaligen ausgedehnten Stadtbefestigung. Seit dem 13. Jahrhundert stand die Burg mit dem Vizedomamt in Verbindung. Nach einem Brand erhielt 1690 Johann Andrä Auer die Burg vom Salzburger Erzbischof Johann Ernst als Lehen und ließ sie wieder instand setzen. Es folgten mehrere Besitzerwechsel und seit 1750 war die Burg unbewohnbar. 1838 erwarb Ferdinand von Findenigg die Burg. 1912 wurde die Burg im Stil des Historismus umfangreich restauriert und der Westtrakt neu gebaut. Weitere Restaurierungsarbeiten und bauliche Veränderungen gab es auch in jüngerer Zeit.

## Bauwerk
Auf der Felskuppe steht die rechteckige Kernburg aus der ersten Hälfte des 13. Jahrhunderts mit einem mächtigen Bergfried. An der Nordseite schließt der Wohnbau aus dem frühen 20. Jahrhundert an. Vom Palas aus dem frühen 13. Jahrhundert an der Nordost-Flanke sind nur mehr niedere Mauerzüge erhalten. Die erste Anlage war im Norden, Westen und Süden von einer zweiten Ringmauer aus der zweiten Hälfte des 13. Jahrhunderts umgeben, mit einem übereck gestellten, ursprünglich offenen Schalenturm im Westen und einem im frühen 14. Jahrhundert zu einer Kapelle umgebauten Turm in der Südecke.

### Wohntrakt
Der Wohntrakt wurde 1911–1912 in historisierenden Stil errichtet und bald danach, 1935 von Helmar Temajer umgebaut. Seither gab es weitere Erneuerungen durch nachfolgende Besitzer. 

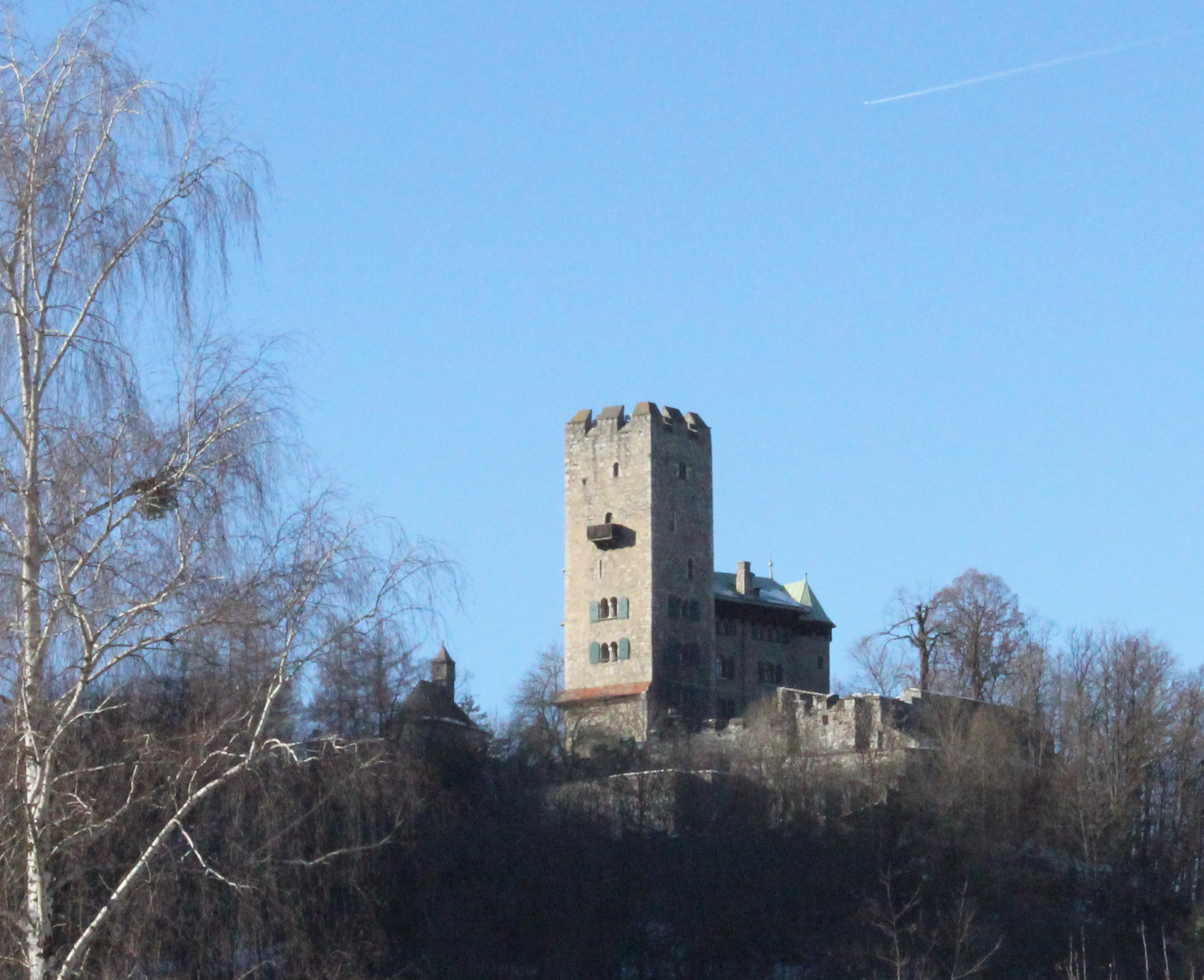
Burg Geiersberg (2011)

### Turm
In der ehemaligen Südecke der Hochburg steht der mächtige sechsgeschoßige Bergfried mit quadratischem Grundriss. Das regelmäßige Bruchsteinmauerwerk wurde in der ersten Hälfte des 13. Jahrhunderts errichtet. Der Bau hat an der Ost- und Südfront historisierende Biforienfenster in den Obergeschoßen, lediglich die originalen Lichtschlitze mit durch helle Quader gerahmte Laibungskanten stammen aus der ersten Hälfte des 13. Jahrhunderts. Der Renaisancene Holzbalkon ist erst 1912 dazugebaut worden.

### Äußerer Bering
Der äußere Bering besteht aus lagerhaftem Bruchsteinmauerwerk aus der zweiten Hälfte des 13. Jahrhunderts und wurde 1912 durchgehend erneuert und mit Rechteckzinnen ausgestattet. Im ersten Viertel des 14. Jahrhunderts wurde die Burg als nördliches Bollwerk in die Vorstadtbefestigung eingebunden und ein weiterer im Südwesten verlaufender Mauerzug angelegt.
Der Schalenturm war ursprünglich nach einer Seite offen, er wurde aber 1912 zugemauert. Die Rechteckfenster mit Orthostatengewände sind noch teilweise in Originalzustand.

### Torturm und Kapelle Heilige Anna
Der an der Südecke des Berings hervortretende Turm mit ehemaligem rechteckigen Grundriss wurde Ende des 15., Anfang des 16. Jahrhunderts im Bereich des Obergeschoßes zu einer Kapelle mit unregelmäßigem ⅜-Schluss umgebaut. Die heutige Durchfahrt durch den Turm, der Unterbau für den Zugang zur Kapelle und das Rundbogenportal stammen vom Anfang des 16. Jahrhunderts.
Die Kapelle ist mit Fresken von Anfang des 16. Jahrhunderts ausgestattet. An der Ostwand ist Kreuzigungsgruppe abgebildet. An der Südostwand sind die Muttergottes und die heilige Elisabeth zu sehen. Die Darstellungen an der Südwand je zwei Bischöfe und Ritter, die heilige Anna selbdritt mit den heiligen Josef und eine Halbfigur der heiligen Katharina. Die Fresken sind durch Übermalungen stark verändert und wurden 1954 restauriert.
Der Hochaltar wurde um 1670 gefertigt. Die leicht konkav geschwungene Altarwand wird durch Nischen und durch gedrehte mit Weinlaub umrankte Säulen gegliedert. Das Antependium wird seitlich durch hermenartige Volutenpilaster mit Engelsköpfen begrenzt.

### Vorburg
Die Vorburg besteht zum Großteil aus unregelmäßigem Bruchsteinmauerwerk aus dem ersten Viertel des 14. Jahrhunderts. Sie ist im südwestlichen Verlauf teilweise eingestürzt und wurde 1970 wieder aufgebaut. Die Vorburg besitzt nahe der Südecke und an der Südwestfront jeweils ein einfaches Rundbogentor und im Südwesten einen aus der Mauerflucht hervortretenden Schalenturm.